# Vickers A1E1 Independent
Il Vickers A1E1 Independent è stato un prototipo di carro armato pesante costruito dalla Vickers in risposta a una richiesta del War Office nel 1922. Il veicolo, massiccio e dotato di ben cinque torrette, delle quali una principale armata con un pezzo da 47 mm e quattro minori con altrettante mitragliatrici da 7,7 mm, fu collaudato a lungo ma mai prodotto in serie, pur fornendo un notevole bagaglio di esperienze all'esercito e all'azienda. È conservato al The Tank Museum di Bovington.

## Storia

### Sviluppo e produzione
Il 19 dicembre 1922 il War Office inviò una missiva alla Vickers, azienda di punta nella tecnologia militare britannica e in specie nel recente settore dei carri armati, nella quale era richiesto un progetto di massima per un carro armato pesante secondo le seguenti specifiche:
- dotazione offensiva su un cannone Ordnance QF da 47 mm e due mitragliatrici Vickers da 7,7 mm;
- capacità di superare una trincea larga 2,75 metri e di affrontare pendenze fino a 30°;
- velocità massima di 11 km/h;
- pressione al suolo massima di 0,85 kg/cm².[1]

Il War Office precisò che sarebbe stato preferibile un tracciato "diritto" della corsa superiore dei cingoli e che non era necessaria una torretta girevole per moderare il più possibile l'altezza. Il cannone, infatti, avrebbe operato da una casamatta nel lato destro dello scafo, con un brandeggio di 30°; alla sinistra doveva trovare posto il pilota, il cui capo sarebbe stato protetto da una piccola struttura che protrudeva dal tetto. Nell'ottica di non eccedere con l'altezza fu sollecitato l'uso di un motore a cilindri contrapposti, mentre per le mitragliatrici il ministero mantenne la soluzione adottata nel corso della prima guerra mondiale, vale a dire due gondole laterali con, tuttavia, un settore di tiro ampliato a 180° – in questo modo le armi avrebbero potuto proteggere anche il retro del mezzo. La comunicazione concludeva che la Vickers non doveva progettare il carro armato nel dettaglio, bensì fornire una sorta di bozza per valutare pregi e difetti di un carro armato pesante: per invogliare la ditta ad accettare l'offerta, il War Office puntualizzò che si sarebbe sobbarcato i costi della progettazione pari a circa 250 sterline (£) dell'epoca (85 250 € al cambio del 2020) secondo le nuove disposizioni del governo: era stato deciso, infatti, che si doveva fare maggiore affidamento su quelle ditte civili, coinvolte nell'industria degli armamenti, che facevano un lavoro simile al Tank Design Establishment costituito nel corso delle ostilità, ma sciolto poco dopo la fine della guerra. La Vickers accettò le condizioni e una squadra tecnica si riunì a Londra, allo scopo di facilitare le comunicazioni con il ministero. Le cianografie secondo i discrimini elencati furono consegnate nel marzo 1923 e mostravano un carro armato con una corazzatura frontale spessa 38 mm, laterale da 25 mm e superiore da 19 mm, spinto da un motore da 120 hp raffreddato ad aria; il peso era stato calcolato in 24,63 tonnellate.
La Vickers comunque, di sua iniziativa, aveva anche preparato e presentato un progetto alternativo. Prevedeva un veicolo alto ben 2,66 metri ma equipaggiato con una torretta a cupola girevole dove era stato spostato il pezzo da 47 mm; le mitragliatrici erano state aumentate a cinque, una coassiale e le altre in quattro piccole torrette, delle quali due frontali e due poste ai lati posteriori della torre principale. Non erano presenti lamiere a protezione del treno di rotolamento e i valori estremi della corazzatura erano stati ridotti a 28 mm (massimo spessore) e 13 mm (minimo spessore) per contenere la mole: in ogni caso ammontò a 25,75 tonnellate. Sebbene parecchio diverso da quanto richiesto, il War Office giudicò buono questo secondo veicolo concettuale e lasciò perdere il primo progetto. Nel 1924 stanziò 40 000 £ per costruire un prototipo del carro Vickers che fu inizialmente definito "13 mm Tank" e solo dopo ribattezzato "Independent". Il lavoro sul veicolo fu portato avanti con la massima segretezza, il carro armato fu completato nell'autunno 1926 e il 24 novembre intraprese il primo collaudo. Il test rivelò più problemi e ostacoli di quanto si aspettassero gli addetti della Vickers e i funzionari del War Office, se non altro perché il peso effettivo era di 32,5 tonnellate e sollecitava eccessivamente le componenti. Ad esempio, i battistrada gommati si erano deteriorati a una velocità impensabile; fu così contattata la North British Rubber Company cui la Vickers aveva subappaltato quelle parti, ma la compagnia si dichiarò incapace di fornire ruote gommate in grado di sostenere pesi così elevati. Essi misero a dura prova anche i freni prodotti dalla Ferodo Limited, pensati per un veicolo da 25 tonnellate che poteva toccare i 32 km/h, così come gli organi di trasmissione e il riduttore. Seguirono le prove di tiro, tenute davanti ai primi ministri dei vari Dominion, convenuti a Londra per una conferenza imperiale e ai quali il mezzo fu presentato come il più moderno e segreto carro armato britannico. In generale l'Independent si dimostrò una piattaforma stabile, ma le mitragliatrici aeronautiche Vickers raffreddate ad aria delusero poiché si surriscaldavano troppo rapidamente – al contrario di quanto avveniva sugli aeroplani in movimento.
Alla conclusione delle prove l'Independent andò incontrò a una serie di modifiche. Per prima cosa le ruote portanti e i rulli furono rimpiazzati con pezzi in solo acciaio. La Ferodo fornì freni con nuove ganasce e nuove pastiglie: nel corso di altri test i tecnici tennero questi freni azionati lungo un pendio di circa 1 600 metri, imponendo un'andatura di 24 km/h all'Independent, le cui ruote arrivarono a misurare una temperatura superficiale di 255 °C. I problemi con la trasmissione consigliarono di contattare il maggiore Walter Wilson, pionere nello sviluppo dei carri armati. Egli progettò una semplice trasmissione (implementata nel 1928) che si basava su epicicli a due velocità, montati sul lato interno delle ruote motrici, alle quali furono vincolati mediante giunti elastici. In ogni caso fu necessario rimodellare la sezione posteriore dello scafo e adottare un nuovo tipo di ruote motrici. Al contrario non si trovò rimedio né per il colossale consumo di benzina, pari a ben 17 litri per ogni ora di marcia, né per il sistema di lubrificazione, fonte di continue noie.

### Considerazioni e destino
L'Independent seguitò a essere impiegato in collaudi e sperimentazioni sino al 1933 (o al 1935), quando ormai era del tutto usurato e il concetto di carro armato pesante a più torrette si era rivelato assai meno efficace di quanto supposto. Ciononostante le esperienze tecniche raccolte furono utili e preziose per il British Army; ad esempio fu questo il primo carro armato con mitragliatrici raffreddate ad aria (sebbene rivelatesi in ultimo ancora inaffidabili) e con una torretta dotata di cesto per i militari, che così "ruotavano" con la medesima. Comodità e sicurezza per l'equipaggio, inoltre, avevano fatto un salto di qualità e si erano stabiliti nuovi standard. Tutto ciò giustificò in parte il costo finale, lievitato a 150 000 £.
Il prototipo fu ceduto al Royal Tank Corps che lo sistemò a Bovington Camp nel Dorset e, nell'estate 1940, fu presumibilmente integrato nel sistema difensivo della base. Nel 1949 entrò a far parte della collezione del The Tank Museum aperto proprio a Bovington, dove si trova attualmente.

## Caratteristiche tecniche

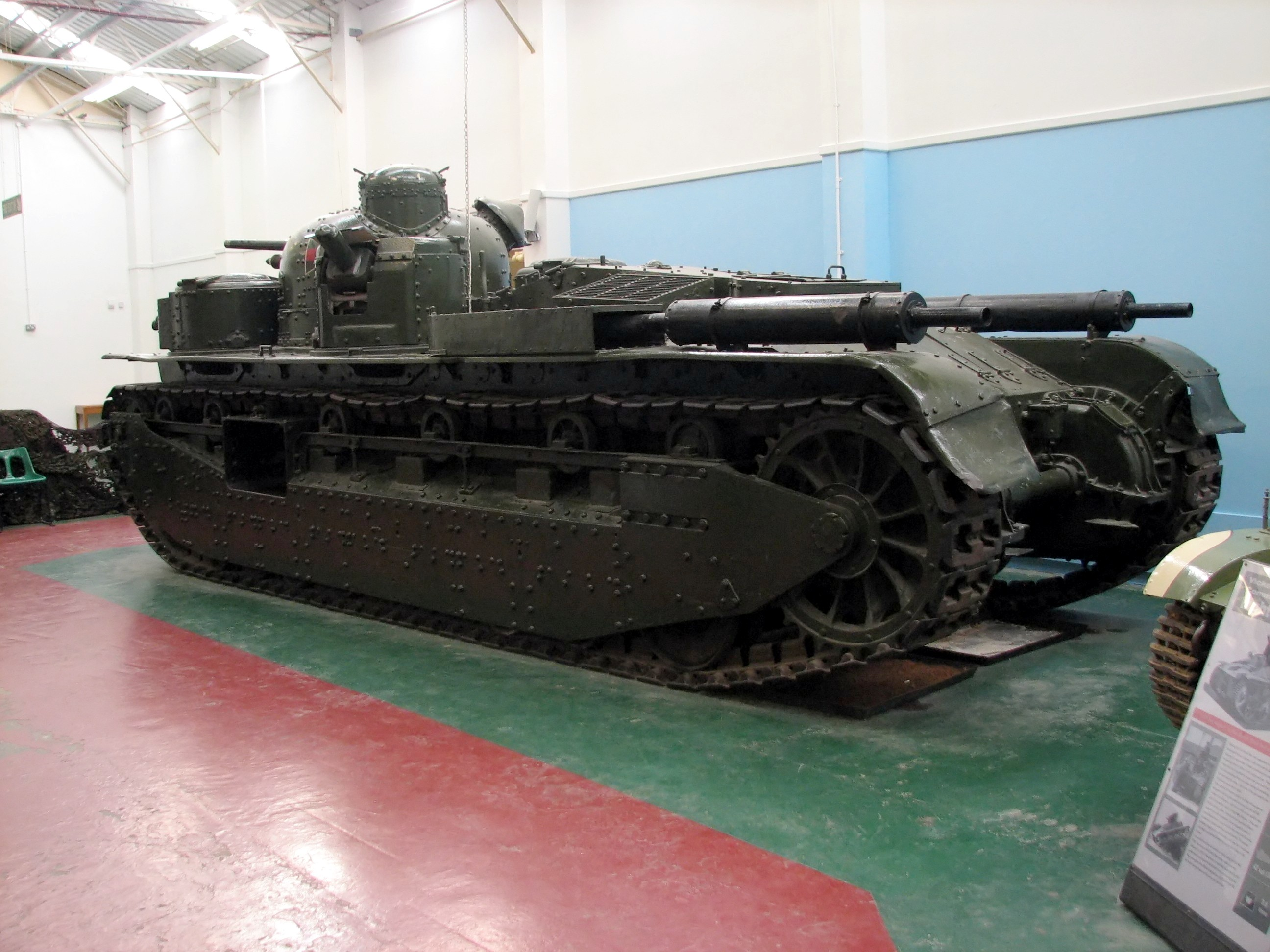
Vista posteriore di tre quarti: si possono apprezzare le dimensioni dell'Independent, nonché notare la torretta contraerea e il grosso comparto motore

Il Vickers A1E1 Independent era lungo 7,75 metri, alto 2,69 metri (un poco di più rispetto al progetto) e largo 3,19 metri: questa misura era compatibile con lo scartamento ferroviario britannico e ne consentiva il trasporto su strada ferrata. In ordine di combattimento pesava 32,5 tonnellate ed era manovrato da un equipaggio di 8 uomini; di costoro due trovavano posto nella torretta principale, ossia il capocarro e un graduato (solitamente un caporale). Fu però previsto che questi potesse essere rimpiazzato da un marconista. I restanti componenti si suddividevano tra le quattro torrette ausiliarie e il posto di guida, incassato tra torre centrale e le due postazioni anteriori. Ogni torretta ausiliare era armata con una mitragliatrice Vickers da 7,7 mm raffreddata ad aria e una quinta Vickers si trovava nella torretta principale, coassiale a un cannone Ordnance QF da 47 mm: vista la conformazione a cupola della torretta, l'otturatore del pezzo si apriva verso il basso. Il capocarro non aveva modo di comunicare con i quattro mitraglieri nelle loro torrette, ma poteva usufruire di un pannello con altrettanti indicatori che mostravano la direzione nella quale stavano sparando. Il capocarro e il collega disposero inoltre, per la prima volta nella storia dei corazzati britannici, di un cesto solidale alla torre, il quale semplificava le operazioni. L'Independent aveva anche limitate capacità contraeree: la torretta posteriore sinistra, infatti, era stata dotata di un affusto a sbalzo che permetteva di puntare la Vickers a un alzo considerevole. Si trattava di un espediente copiato dal quasi contemporaneo Vickers Light Tank, un altro prototipo. La corazzatura aveva uno spessore massimo di 28 mm, riscontrabile sul lato frontale, e uno minimo di 13 mm.
Il carro armato era spinto da un motore appositamente ordinato, il cui costo fu di 27 500 sterline. Era un Armstrong Siddeley a dodici cilindri a V, alimentato a benzina e raffreddato ad aria, che generava una potenza di 350 hp. L'autonomia massima di 153 chilometri era possibile solo grazie a più serbatoi, per complessivi ben 684 litri di carburante: infatti l'Armstrong Siddeley era un vorace consumatore di benzina. L'originale trasmissione posteriore era composta da ingranaggi a epiciclo, collegati a un sistema idraulico e assistiti da un servomotore; il cambio da quattro marce avanti e una retromarcia era un Winterthur di origine svizzera: era caratterizzato da un sincronizzatore oleodinamico che non necessitava dell'apporto della frizione. Grazie a tali accorgimenti e tecnologie, era raggiungibile una velocità massima di 32 km/h. telaio e scafo erano sostenuti da sospensioni a molloni elicoidali ancorati a carrelli, cui erano fissate le ruote portanti, mentre la corsa superiore dei cingoli era sostenuta da sei rulli. Il pilota manovrava il veicolo mediante un comune volante d'automobile, altra innovazione dell'Independent.
L'A1E1 poteva operare persino come ambulanza corazzata. Dopo consultazioni con il Royal Tank Corps, infatti, furono ricavati due portelli sulle fiancate verticali, attraverso i quali far entrare e uscire un ferito in barella.